# Torrent de Can Ferran
El torrent de Can Ferran és un torrent de la comarca del Vallès Occidental, que s'uneix a la riera de Rubí. Deu el seu nom a la masia homònima.